# Solvang
Solvang är en stad i Santa Barbara County, Kalifornien, USA. Staden Solvang är en av de kommuner som utgör Santa Ynez Valley. Befolkningen var 5 332 vid folkräkningen år 2000.
Solvang betyder "Soläng" på danska (jämför skånskans "vång"). Staden grundades år 1911 på en yta av 9 000 acres (36 km²) av en grupp danska lärare. Stadens grundare flyttade dit för att slippa Mellanvästerns stränga vintrar.
I staden finns ett antal bagerier, restauranger och butiker som erbjuder ett "smakprov" av Danmark. I staden finns också en kopia av den lilla sjöjungfrun, vars original finns i Köpenhamn, och ett antal exempel på danskinspirerad arkitektur. Det finns även en kopia av Rundetårn.

## Galleri

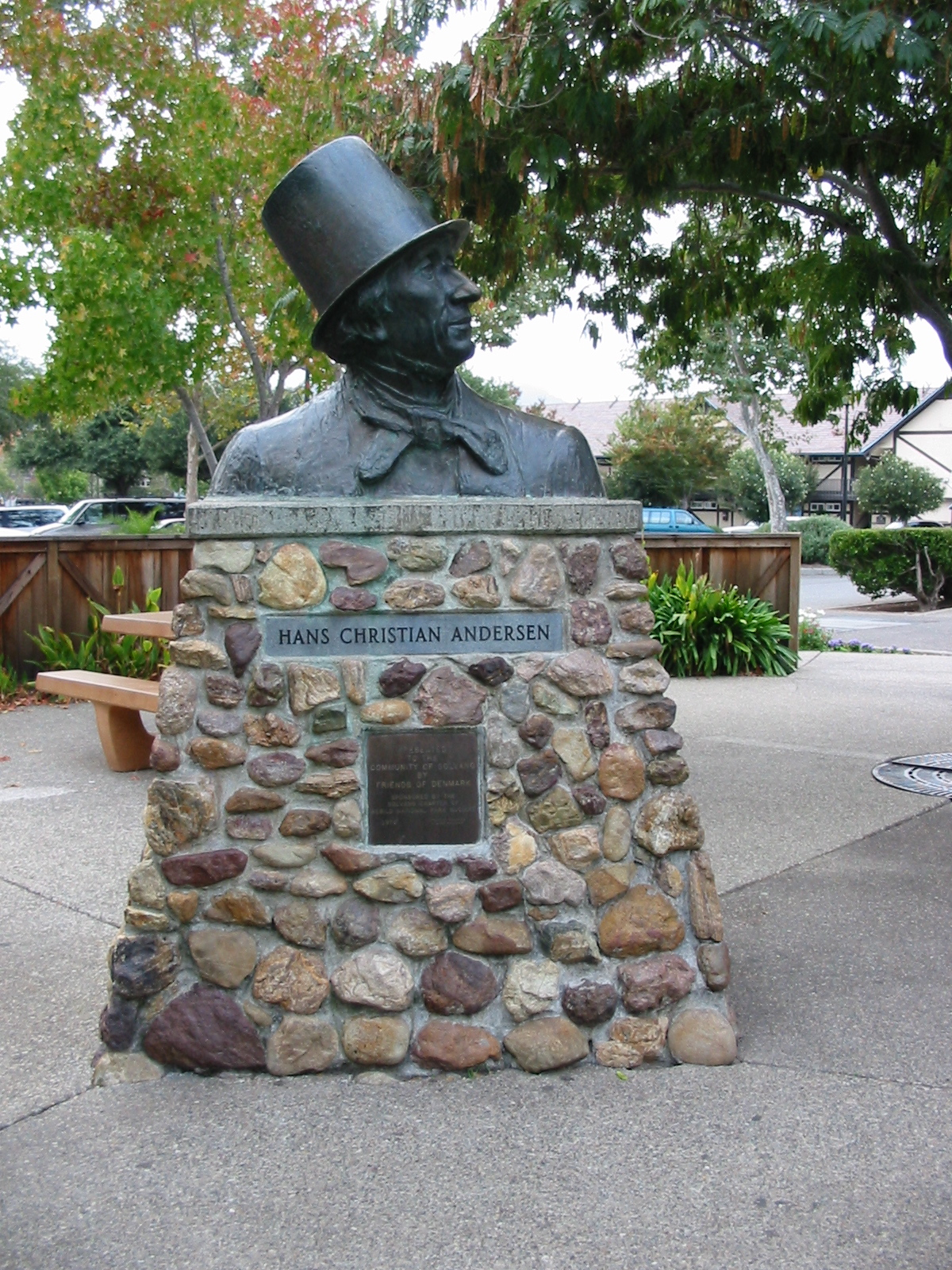
Byst av H C Andersen i Solvang
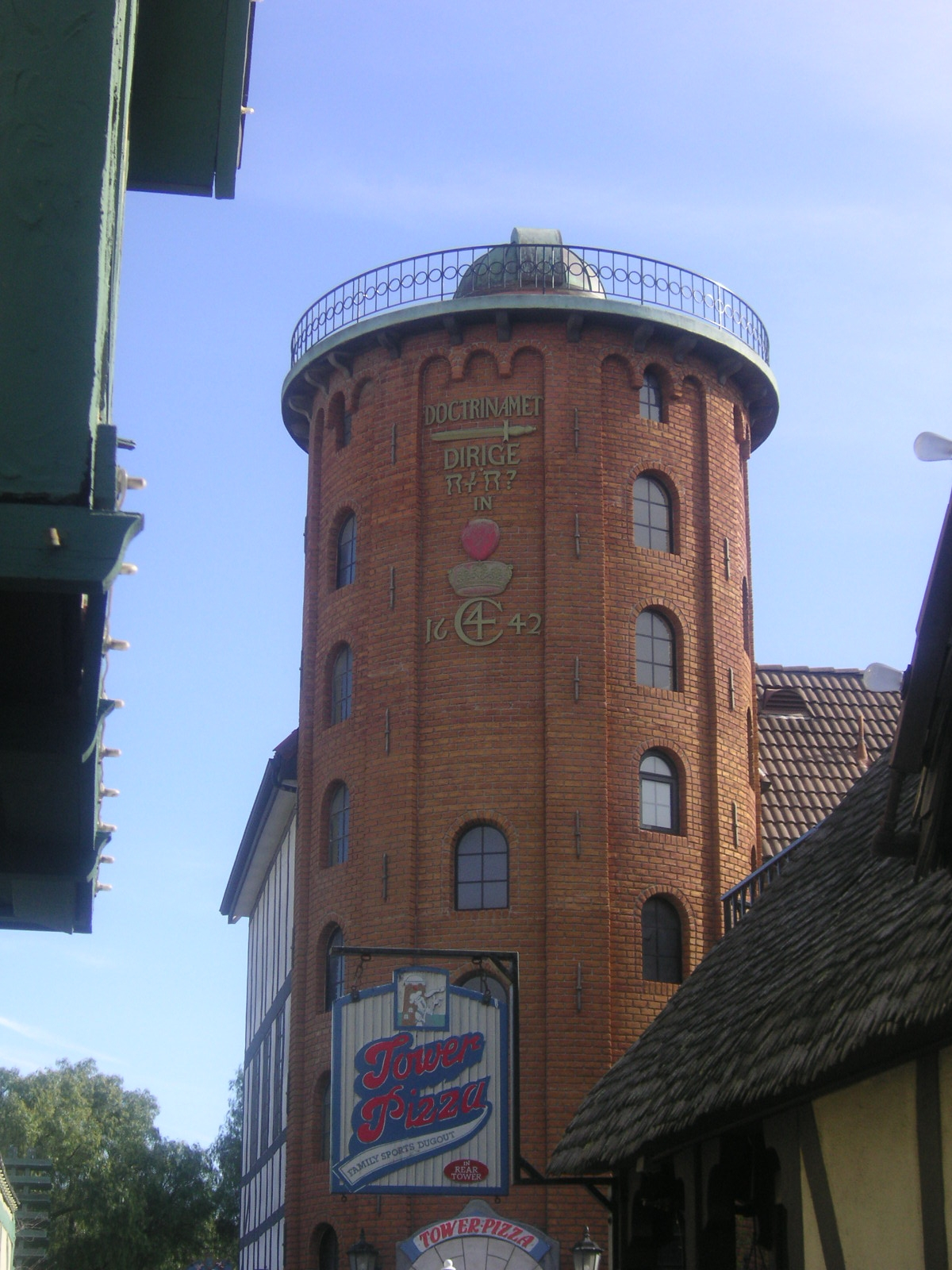
Kopia av Rundetårn
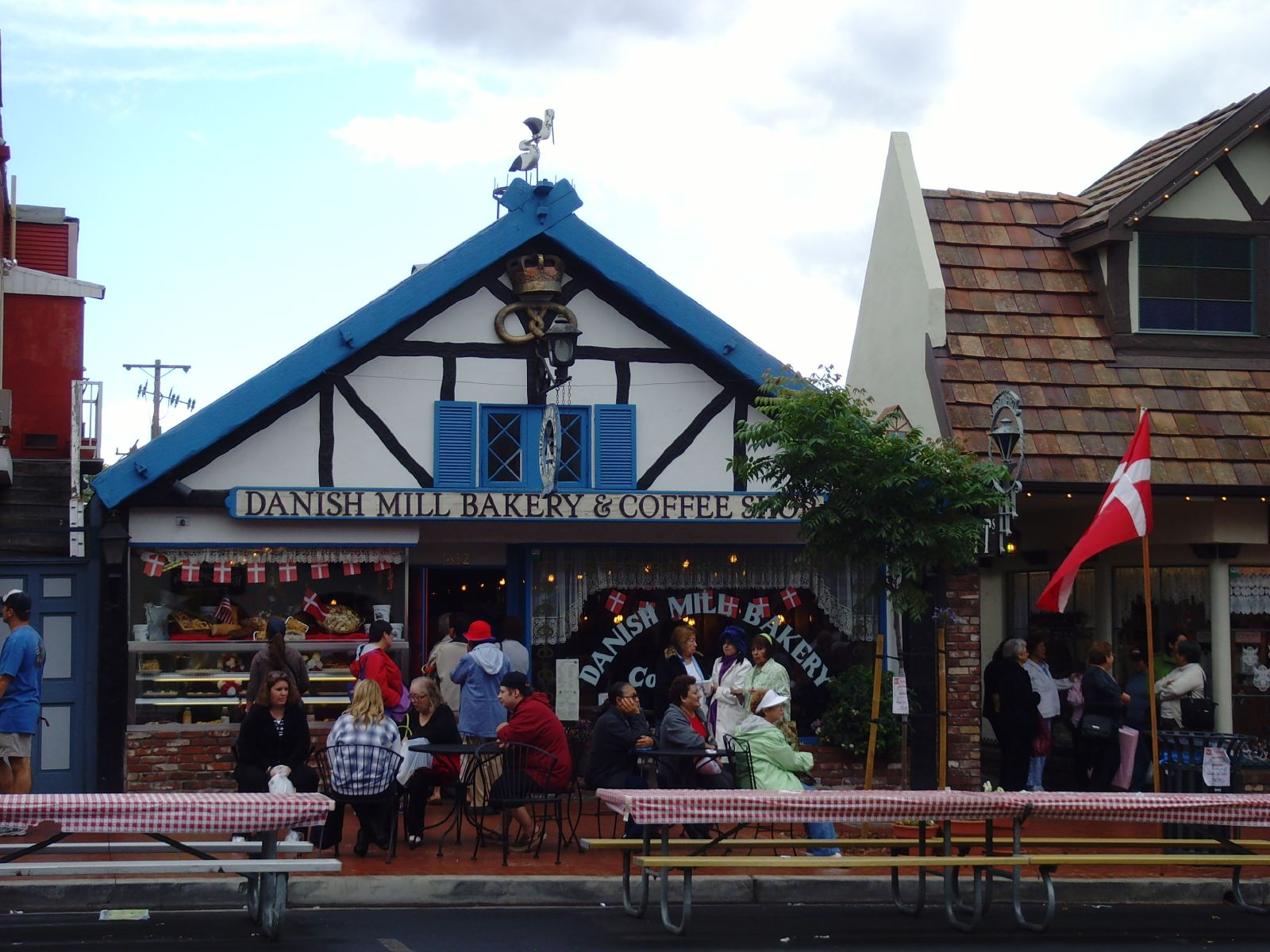
Danish Mill Bakery
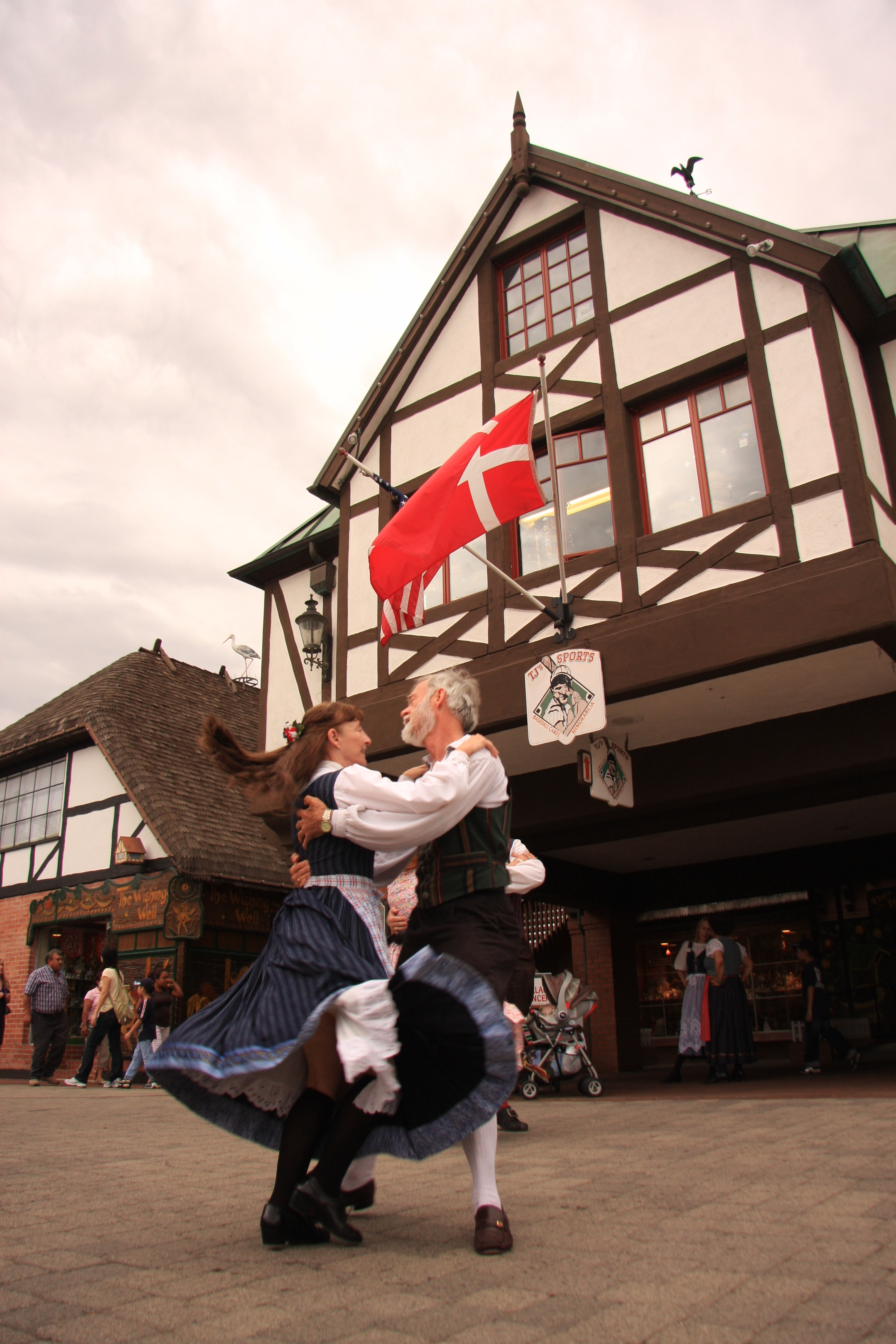
Solvang Village Folk Dancers